# Hypoestes
Гіпоестес (Hypoestes) — рід тропічних рослин родини Акантові (Acanthaceae).
Трав'янисті рослини і чагарники. Ростуть в тропічних районах Африки і острова Мадагаскар.
Листки супротивні, яйцеподібні, загострені, до 7-10 см завдовжки, біля основи плавно звужені в черешок, по краях гладкі або зазубрені, покриті візерунком з плям різної форми і величини. Основний фон листя зелений або густо-фіолетовий, на ньому розкидані точки і штрихи білого, жовтого або рожевого кольору.
Квітки в голівках або напівпарасольках. Приквітки зрощені у вигляді прокривала, біля основи якого сидить 1-3 квітки.
Як декоративні кімнатні рослини ефектні листям, а також у фазі цвітіння, хоча квітки скромні. Сучасне різноманіття культурних форм походить від двох близьких видів, що ростуть на Мадагаскарі: Hypoestes phyllostachya і гіпоестес криваво-червоний (Hypoestes sanguinolenta). Рослина дуже невибаглива.